# Petra Thümer
Petra Thümer (Chemnitz, 29. siječnja 1961.) je bivša istočnonjemačka plivačica.
Dvostruka je olimpijska pobjednica u plivanju, a godine 1987. primljena je u Kuću slavnih vodenih sportova.